# Turn! Turn! Turn! (To Everything There Is a Season)
«Turn! Turn! Turn! (to Everything There Is a Season)» es una canción popularizada por la banda de rock  Estadounidense The Byrds, que fue publicada como sencillo el 1 de octubre de 1965 y que le da título a su segundo álbum de estudio.

## Composición
"Turn! Turn! Turn! (To Everything There Is a Season)" es una composición original de Pete Seeger, escrita a finales de la década de los 50. La letra es prácticamente una copia literal del capítulo 3 del Libro del Eclesiastés, cuya autoría se atribuye al Rey Salomón. El texto bíblico postula la existencia de un tiempo y un lugar para todas las cosas: la risa y el dolor, la curación y la muerte, la guerra y la paz, y así sucesivamente. Las frases están abiertas a innumerables interpretaciones, la canción fue creada como un alegato en favor de la paz mundial, enfatizando la estrofa final: "un tiempo para la paz, te juro que no es demasiado tarde." Esta estrofa y la frase del título "Turn! Turn! Turn!" son las únicas partes de la letra escritas por el propio Seeger.
El 45% de las regalías generadas por la canción se donan al Israeli Committee Against House Demolitions, una organización opuesta a los asentamientos israelíes que tiene como objetivo luchar contra la demolición de viviendas palestinas en los territorios ocupados.

## Primeras versiones
La canción fue inicialmente grabada por el grupo de folk The Limeliters en 1962 e incluida en su álbum Folk Matinee bajo el título de "To Everything There Is a Season". Pocos meses más tarde, el propio Seeger grabaría su propia versión del tema. Uno de los músicos que acompañaban a The Limeliters por aquel entonces era Roger McGuinn, futuro miembro de The Byrds. McGuinn trabajaría más tarde con la cantante folk Judy Collins, para quien crearía su propia versión de la canción, esta vez bajo el título de "Turn! Turn! Turn! (To Everything There Is a Season)".

## The Byrds
La idea de crear una versión propia para The Byrds surgió en el autobús de la banda durante la gira americana de 1964. La futura esposa de Roger McGuinn, Dolores, le pidió que la cantara y este lo hizo en un estilo más próximo al rock que al folk tradicional. La idea gustó, ya que era el sonido folk-rock que la banda andaba buscando y pensaron que de allí podría salir un buen sencillo. 
"Turn! Turn! Turn! (To Everything There Is a Season)" fue grabada por The Byrds en septiembre de 1965 y se publicó como sencillo el 1 de octubre, alcanzando el éxito de inmediato y llegando al número 1 del Billboard Hot 100. La sesión de grabación duró una semana y se necesitaron 78 tomas para completarla. El éxito del tema convirtió a The Byrds en pioneros del sonido folk-rock norteamericano y supuso la consolidación del género como tendencia musical. 
El tema ha sido ampliamente usado en bandas sonoras de películas y series de televisión. En 1994 formó parte de la exitosa banda sonora de la película "Forrest Gump". En televisión ha aparecido en series como "Aquellos maravillosos años" o "Los Simpson".